# Adenozină
Adenozina (simbolul A) este un compus organic care apare pe scară largă în natură sub formă de diverși derivați. Molecula constă dintr-o adenină atașată la o riboză printr-o legătură β-N9-glicozidică. Adenozina este una dintre cele patru nucleozide ale ARN-ului (iar derivatul său deoxiadenozina este una dintre cele patru nucleozide ale ADN-ului), esențiale pentru întreaga viață de pe Pământ. Derivatele sale includ moleculele transportoare de energie adenozina mono-, di- și trifosfat (prescurtați AMP, ADP și ATP). Adenozin monofosfatul ciclic (AMPc) este un mesager secundar, deosebit de important în transducția semnalului pentru numeroase procese biologice. Adenozina este totodată utilizată ca medicament intravenos pentru unele aritmii cardiace.
Prin înlăturarea grupării 5'-hidroxi (OH), se obține adenozilul ce se găsește în adenozilcobalamină (forma activă a vitaminei B12) și în structura cofactorului enzimelor radicalice SAM.

## Utilizări medicale

### Tahicardie supraventriculară
La persoanele cu tahicardie supraventriculară (TSV), adenozina este tratamentul de primă linie utilizat pentru a ajuta la identificarea și convertirea ritmului.
Anumite TSV-uri pot fi terminate cu succes cu adenozină, în special aritmiile de reintrare care fac uz de nodul AV, de exemplu, tahicardia de reintrare AV (TRAV) și tahicardia de reintrare nodală AV (TRN). În plus, tahicardia atrială poate fi uneori întreruptă cu adenozină.
Ritmurile cardiace rapide limitate la atrii (de exemplu, fibrilația atrială și flutterul atrial) sau ventricule (de exemplu, tahicardia ventriculară monomorfă) ce nu implică nodul AV ca parte a circuitului de reintrare, nu pot fi de obicei convertite cu adenozină. Totuși, rata de răspuns ventricular poate fi temporar încetinită de adenozină.
Datorită efectelor adenozinei dependente de nodul AV, adenozina este considerată un agent antiaritmic de clasa V. Când adenozina este utilizată pentru cardioversie, este normal ca inima să intre în asistolă ventriculară timp de câteva secunde. Acest lucru poate fi traumatizant pentru un pacient conștient, fiind asociat cu senzații asemănătoare anginei pectorale.

### Test de stres cardiac nuclear
Adenozina este utilizată ca adjuvant în scintigrafia de perfuzie miocardică (unul dintre testele de medicină nucleară utilizate pentru studiul perfuziei miocardice) cu taliu (TI 201) sau technețiu (Tc99m) la pacienții care nu pot fi supuși unui test de stres adecvat prin exerciții fizice.

### Dozare
Când este utilizată pentru a trata TSV, adenozina se administrează intravenos sub formă de bolus (de obicei inițial 0,10–0,15 mg/kgc) timp de 1-2 secunde, după care cateterul este spălat rapid cu soluție salină (adesea folosind un robinet cu 2 sau 3 căi). Dacă doza inițială este ineficientă, administrarea poate fi repetată la fiecare 2 minute crescând doza (în trepte de 0,05–0,1 mg/kgc) la fiecare 2 minute, până la o doză maximă de 0,3 mg/kg (fără a depăși 12 mg doză totală). Din cauza timpului de înjumătățire extrem de scurt al adenozinei (mai puțin de 10 secunde), aceasta este adesea injectată printr-o linie venoasă centrală sau într-o venă periferică mare; administrarea în extremități (cateterele CCIP) sau în venele mai mici, poate duce la eșec terapeutic din cauza metabolizării rapide a adenozinei înainte de a ajunge la inimă.  Când se administrează în scop dilatator, cum ar fi într-un „test de stres”, doza este de obicei de 0,14 mg/kgc/min, administrată timp de 4 sau 6 minute, în funcție de protocol.
Doza recomandată poate fi crescută la pacienții care iau teofilină, deoarece metilxantinele previn legarea adenozinei (prin antagonism competitiv) la nivelul receptorilor. Doza recomandată este adesea scăzută la pacienții care iau dipiridamol sau diazepam (Valium), deoarece adenozina potențează efectele acestor medicamente. Doza recomandată este, de asemenea, redusă la jumătate la pacienții care prezintă insuficiență cardiacă congestivă, infarct miocardic, șoc, hipoxie și/sau boală hepatică cronică sau boală renală cronică, precum și la pacienții vârstnici.

## Efecte adverse
Reacțiile adverse asociate cu administrarea adenozinei se datorează în principal efectelor vasodilatatoare. Efectele secundare ale adenozinei includ: înroșirea pielii, amețeli, greață, transpirații, nervozitate, amorțeală și sentiment de moarte iminentă. Aceste efecte sunt de obicei de foarte scurtă durată datorită timpului de înjumătățire scurt al adenozinei. Pot apărea și efecte adverse cardiovasculare, mai puțin frecvente, dar mai grave, cum ar fi: aritmii cardiace (inclusiv contracții atriale și ventriculare premature și bloc atrioventricular), hipotensiune arterială, ischemie cardiacă și asistolă prelungită.

## Interacțiuni medicamentoase
Așa cum s-a mai precizat, dipiridamolul potențează acțiunea adenozinei, necesitând utilizarea unor doze terapeutice mai mici.

Principalul mod de acțiune al cafeinei este ca antagonist al receptorilor de adenozină de la nivelul creierului.

Metilxantinele (de exemplu, cafeina ce se găsește în cafea sau sucuri, teofilina ce se găsește în ceai sau teobromina ce se găsește în ciocolată) au structuri purinice, antagonizând competitiv adenozina la nivelul receptorilor, atenuând efectele farmacologice ale acesteia.  De exemplu, cafeina are o structură tridimensională similară cu a adenozinei, blocând acțiunea acesteia din urmă asupra receptorilor de adenozină A1.

## Contraindicații
Absolute:
- Bloc AV de grad 2 sau 3 fără pacemaker implantat (acești pacienți sunt la risc de asistolă prelungită)[15]
- Sindromul nodului sinusal bolnav fără pacemaker implantat (risc de asistolă prelungită sau blocare a nodului sinusal)[15]
- Hipersensibilitate cunoscută la adenozină (risc de reacție alergică)

Relative:
- Astmul[16] și alte boli bronhospastice (adenozina poate exacerba simptomele)[15]
- Angină instabilă sau infarct miocardic recent (risc de înrăutățire a ischemiei)
- Tahicardiile de reintrare prin căi accesorii (risc de accelerare a ritmului ventricular), inclusiv sindromul Wolff-Parkinson-White[15]
- Hipotensiune severă (înrăutățirea simptomelor)
- Posesorii de transplant cardiac (datorită denervării inimii, sensibilitatea la adenozină este crescută)[17]
- Pacient sub tratament cu carbamazepină (risc de bloc cardiac)[18]

În general, contraindicațiile (și reacțiile adverse) ale adenozinei sunt mai puține (mai puțin severe) decât ale altor medicamente folosite în context clinic similar (exp. verapamilul).

## Efecte farmacologice
Adenozina este un nucleozid purinic endogen care modulează multe procese fiziologice. Semnalizarea celulară prin adenozină are loc prin intermediul a patru subtipuri cunoscute de receptori de adenozină (A1, A2A, A2B și A3).
Concentrațiile extracelulare de adenozină din organismul uman sunt de aproximativ 300 nM; cu toate acestea, ca răspuns la injuria celulară (de exemplu, în cazul inflamației sau ischemiei), acestă concentrație crește rapid (600–1.200 nM). Astfel, în acest sens, funcția adenozinei este în principal cea de citoprotecție în caz de hipoxie, ischemie sau convulsii. Activarea receptorilor A2A produce o varietate de răspunsuri care, în general, pot fi clasificate drept antiinflamatorii. Astfel, pe calea CD39/CD73, se convertește ATP-ul extracelular la adenozină, cu efecte antiinflamatoare și imunomodulatoare.

### Receptorii de adenozină
Toate subtipurile de receptori de adenozină (A1, A2A, A2B și A3) sunt receptori cuplați cu proteina G. Cele patru subtipuri de receptori sunt clasificate în continuare în funcție de capacitatea lor de a stimula sau de a inhiba activitatea adenilat ciclazei. Receptorii A1 se cuplează cu subunitatea alfa Gi/o, scăzând nivelurile de AMPc, în timp ce receptorii A2 se cuplează cu subunitatea alfa Gs, crescând nivelurile de AMPc. În plus, receptorii A1 se cuplează la subunitatea alfa Go, care mediază inhibarea conductanței Ca2+ de către adenozină, în timp ce receptorii A2B și A3 se cuplează la subunitatea alfa Gq și stimulează activitatea fosfolipazei. Într-un studiu efectuat pe șoareci, s-a descoperit că receptorii de adenozină sunt esențiali în deschiderea barierei hematoencefalice (BHE). Astfel, administrarea adenozinei a determinat creșterea transportului prin bariera hematoencefalică a anticorpilor (de exemplu, a anticorpilor anti-β amiloid) și a macromoleculelor cu efect terapeutic pentru tratarea unor boli, precum boala Parkinson, boala Alzheimer, scleroza multiplă și cancerele sistemului nervos central.

### Efecte asupra receptorului secretagog al hormonului de creștere
Adenozina este un agonist endogen al receptorului secretagog al hormonului de creștere (grelinei). Totuși, deși este capabilă să crească pofta de mâncare, spre deosebire de alți agoniști ai acestui receptor, adenozina nu este capabilă să inducă secreția hormonului de creștere.

### Mecanismul de acțiune
Când este administrată intravenos, adenozina provoacă bloc tranzitoriu la nivelul nodului atrioventricular (AV). Acest lucru este mediat de receptorul A1, ce inhibă adenilil ciclaza, reducând cAMP-ul intracelular. Astfel, crește efluxul de K+ prin canalele interne rectificatoare de K+, ceea ce hiperpolarizează celula, inhibând ulterior influxul de Ca2+. De asemenea, determină relaxarea endoteliului mușchiului neted, cum ar fi cel din interiorul pereților arteriali. Aceasta duce la dilatarea arterelor (dacă endoteliul nu este separat de tunica medie prin plăci aterosclerotice). Această proprietate permite utilizarea adenozinei pentru testarea blocajelor din arterele coronare, prin exagerarea diferenței dintre segmentele normale și cele anormale.
Administrarea de adenozină reduce, de asemenea, fluxul sangvin distal de ocluzie. Deoarece se dilată doar segmentele arteriale sănătoase atunci când se administrează adenozină, segmentele distale de ocluzii fiind deja dilatate la maximum, apare procesul numit furt coronarian. Acest lucru semnifică redirecționarea sângelui către noile segmente arteriale dilatate, și reducerea în compensație a sângelui din segmentele distale de ocluzii, cu apariția anginei pectorale.

## Metabolism
Sinteza adenozinei se realizează pe două căi principale: defosforilarea AMP-ului la adenozină de către 5'nucleozidază și hidrolizarea S-adenozilhomocisteinei la adenozină și homocisteină de către enzima SAH hidrolază. Principala sursă a AMP-ului este catabolizarea ATP-ului.Adenozina poate fi însă generată și extracelular, prin degradarea nucleotidelor de adenină de către două ectoenzime (CD 39 și CD73).
Transportul prin membranele celulare se realizează atât pasiv, cât și activ. Transportul pasiv presupune difuziunea facilitată prin intermediul transportorilor nucleozidici de echilibrare (ENT1 și ENT2). Transportul activ utilizează transportorii concentrativi de nucleozide (CNT1, CNT2 și CNT3) ce funcționează în funcție de gradientul Na+.
Metabolismul rapid al adenozinei (așa cum s-a precizat, cu timp de înjumătățire de mai puțin de 10 secunde) se realizează prin trei metode: deaminarea ce convertește adenozina la inozină (realizată de adenozin deaminaza), fosforilarea ce transformă adenozina înapoi la AMP (realizată de adenozin kinaza) și includerea adenozinei în S-adenozilhomocisteină (realizată de S-adenozilhomocistein-sintetaza).

## Direcții de cercetare

### Virusuri
S-a raportat că analogul de adenozină NITD008 inhibă direct ARN polimeraza recombinantă dependentă de ARN a virusului dengue prin terminarea sintezei lanțului său de ARN. Această interacțiune suprimă viremia maximă și creșterea citokinelor, prevenind letalitatea la animalele infectate, și indicând noi posibilități de tratament pentru acest flavivirus. Analogul 7-deaza-adenozinei (numită și tubercidină) s-a dovedit a inhiba replicarea virusului hepatitei C. BCX4430 oferă protecție împotriva virusurilor Ebola și Marburg. Astfel de analogi de adenozină au potențial clinic, deoarece pot fi administrați oral.

### Proprietăți antiinflamatorii
Adenozina are efect antiinflamator la nivelul receptorului A2A. Tratamentul topic cu adenozină pentru rănile de la picioare în diabetul zaharat s-a dovedit, la animalele de laborator, că crește semnificativ repararea și reconstrucția țesuturilor. Administrarea topică a adenozinei la om, în scopul videcării leziunilor tegumentare, este în prezent în curs de investigare clinică.
Efectul antiinflamator al metotrexatului se poate datora stimulării eliberării de adenozină.

### Sistemul nervos central
În general, adenozina are un efect inhibitor asupra sistemului nervos central (SNC). Efectele stimulatoare ale cafeinei sunt atribuite în primul rând (deși nu în întregime), capacității sale de blocarea a receptorilor de adenozină, reducând astfel efectul inhibitor al adenozinei în SNC. În schimb, această reducere a activității adenozinei duce la o activitate crescută a neurotransmițătorilor dopamină și glutamat. Dovezile experimentale sugerează că adenozina și agoniștii de adenozină pot activa fosforilarea receptorului Trk printr-un mecanism care necesită receptorul de adenozină A2A , afectând supraviețuirea și diferențierea neuronală, precum și plasticitatea sinaptică. În esență, prin efectele induse, acest mecanism reprezintă o alternativă în cazul absenței neurotrofinelor.

### Alopecie androgenică
S-a demonstrat că adenozina promovează îngroșarea părului la persoanele cu păr subțiat. Un studiu din 2013 a comparat adenozina topică cu minoxidilul în tratarea alopeciei androgenice masculine, constatând că este la fel de eficientă precum minoxidilul (în ceea ce privește rezultatele generale ale tratamentului), dar cu o rată de satisfacție mai mare din partea pacienților datorită „prevenirii mai rapide a căderii părului și regenerării foliculare mai rapide”.

### Insomia și alte tublurări de somn
Adenozina este un factor cheie în reglarea ciclului somn-veghe al organismului. Nivelurile de adenozină cresc în perioadele de veghe și scad în timpul somnului. Nivelurile mai ridicate de adenozină se corelează cu senzații mai puternice de somnolență. Terapia cognitiv-comportamentală pentru insomnie (TCC-I), considerată una dintre cele mai eficiente terapii pentru insomnie, utilizează privarea de somn pe termen scurt pentru a crește și regla nivelurile de adenozină din organism, în scopul promovării unui somn consistent și regulat pe termen lung.
Componenta principală a canabisului, delta-9-tetrahidrocanabinolul (THC), precum și endocanabinoidul anandamidă (AEA), induc somnul la șobolani prin creșterea nivelului de adenozină în prozencefalul bazal. Aceste componente cresc, de asemenea, semnificativ somnul cu unde lente (i.e. somnul profund) în cadrul ciclului de somn, prin activarea receptorilor CB1. Aceste descoperiri identifică o potențială utilizare terapeutică a canabinoizilor pentru inducerea somnului în condiții de afectare a acestuia.